# Pikes Peak
Pikes Peak is een berg in de Front Range van de Rocky Mountains, in de buurt van Colorado Springs, Colorado, met een hoogte van 4301 m (14.110 voet). De berg werd genoemd naar Zebulon Pike, een ontdekkingsreiziger die in 1806 de Pike-expeditie in het zuiden van Colorado aanvoerde. Het is een van de 53 bergen in Colorado die hoger zijn dan 14 000 voet, de zogenoemde Fourteeners. Op de top bevindt zich een onderzoeksinstelling.
De vroegstbekende geslaagde beklimming was op 14 juli 1820 door de plantkundige Edwin James en twee begeleiders die bij een door Stephen Long aangevoerde expeditie hoorden.
In 1858 werd er in de buurt goud gevonden. Pike’s Peak or Bust werd de strijdkreet van de goudzoekers.
Tussen 1939 en 1984 was er op Pikes Peak een skigebied, maar vanwege een sneeuwtekort moest het gesloten worden. In verhouding met andere bergen in de omgeving valt er op Pikes Peak weinig natuurlijke sneeuw. Er zijn proeven met kunstsneeuw gedaan, maar die werd door de heersende sterke winden steeds weggeblazen.
Pikes Peak kan ook met de auto beklommen worden, waar vanwege het onvoorspelbare weer wel enige risico's aan zijn verbonden. Sinds oktober 2011 is ook het laatste stuk van de weg, vanaf halverwege tot de top, verhard. Er zijn echter geen voorzorgsmaatregelen zoals een vangrail.
Op de top bevindt zich een kleine souvenirwinkel. Ook is er een monument ter ere van het vaderlandslievende lied America the Beautiful te zien.
De naamgever Pike heeft de berg (die hij zelf Grand Peak noemde) nooit beklommen. Hij hield hem zelfs voor onbedwingbaar, maar dat werd al snel ontkracht. In 1835 kreeg Pikes Peak zijn tot de dag van vandaag geldige naam. Zebulon Pike was ruim twintig jaar daarvoor al overleden. Oorspronkelijk was de officiële naam Pike's Peak, maar in 1891 werd de nieuwe spelling ingevoerd en sinds 1978 bestaat er een regel van de staat Colorado, die deze schrijfwijze voorschrijft. Toch komt men hier en daar nog de oude naam tegen.
Op een heldere dag zou Pikes Peak nog vanaf de grens van de buurstaat Kansas te zien zijn.

## Pikes Peak Marathon
Jaarlijks worden er hardloopmarathons naar de top en terug georganiseerd, die op de Barr Trail verlopen.

## Pikes Peak International Hill Climb
Op de verder naar boven gelegen piste van de berg wordt sinds 1916 jaarlijks met auto's en motorfietsen een wereldberoemde bergrace, de Pikes Peak International Hill Climb (PPIHC) ofwel de Race To The Clouds, gereden. Het record op de 12,42 mijl (19,99 kilometer) lange racebaan met een totaal van 156 bochten stond sinds 2013 op naam van Sébastien Loeb met een tijd van 8:13,878 minuten. Maar in 2018 brak de Volkswagen ID R, bestuurd door Romain Dumas, het record van deze legendarische heuvelklim met een tijd van 7:57,148 minuten. Opmerkelijk is dat de ID R over een elektromotor beschikt, daar waar de wagen van Loeb een verbrandingsmotor heeft.
Voorheen stond het record op naam van Rhys Millen met een tijd van 9:46,164 en daarvoor op naam van de Japanner Nobuhiro Tajima die in 2007 een tijd van 10:01,408 realiseerde en in 2011 met 9:51,278 minuten voor het eerst onder de 10 minuten ging.
Het wereldrecord behaald met een auto met voorin geplaatste verbrandingsmotor staat nog altijd op naam van de Duitse rallyrijder Walter Röhrl, die op zaterdag 11 juli 1987 met een evolutie versie van de Audi quattro (de Sportquattro S1 Evolution 2) met maar liefst 598 pk en een acceleratie van 0-100 in 2,1 seconden, in minder dan 11 minuten (10:47:850) de weg (19,99 km/12,42 mijl) naar de top bereikte. De weg was destijds een gravelweg en had géén vangrails.

## Tandradbaan
Tot op de top van Pikes Peak rijdt sinds 1891 de Manitou and Pike's Peak Railway, de hoogste tandradbaan ter wereld.   
Deze is sinds 2006 het hele jaar geopend, al rijden er in de zomer meer treinen dan in de winter. Terwijl men vroeger met een stoomlocomotief de top bereikte, rijden er nu moderne diesellocomotieven over het circa 16 km lange traject, dat geweldige panorama-uitzichten te bieden heeft.